# Amberana kraussi
Amberana kraussi är en insektsart som beskrevs av Synave 1957. Amberana kraussi ingår i släktet Amberana och familjen spottstritar.
Artens utbredningsområde är Madagaskar. Inga underarter finns listade i Catalogue of Life.